# Тернавцев, Валентин Александрович
Валентин Александрович Тернавцев (14 [26] февраля 1866, с. Пришиб, Мелитопольский уезд, Таврическая губерния, Российская империя — 28 августа 1940, Серпухов, СССР) — российский религиозный деятель, один из организаторов Религиозно-философского общества, чиновник Синода.

## Семья
Родился 14 (26) февраля 1866 года в селе Пришиб, Мелитопольского уезда, Таврической губернии.
Дед Тимофей Данильев сын Тернавцев (ок. 1798—?) согласно семейной легенде был рожден от брака графини Тарновской и её кучера Данилы, цыгана по происхождению. Для получения разрешения на такой неравный брак графиня Тарновская писала прошение на Высочайшее Имя, кое было дано с условием, что дети, рождённые в этом браке, не будут наследовать дворянство и должны иметь фамилию, созвучную фамилии графини Тарновской, а именно — Тернавцевы. Был мещанином г. Одессы. С 1821 года состоял на службе в Одесской полиции в должности письмоводителя, затем столоначальника по уголовным и следственным делам. В 1837 году был награждён званием канцеляриста. У него было четыре сына: Александр (1825), Аполлон (1826), Николай (1828), Георгий (1833); и дочь Настасья (1830).
Отец, Александр Тимофеевич Тернавцев, дослужился до чина надворного советника, что дало ему личное дворянство, был почтмейстером в Мариуполе. Мать, Джулия (Юлия Павловна), была дочерью Паоло Джузеппе Перозио, биржевого маклера и домовладельца, выходца из зажиточной семьи из г. Больяско (недалеко от Генуи), переселившегося в конце XVIII века в Одессу — была прекрасным педагогом, преподавала математику и другие точные науки в гимназиях Одессы и Мариуполя.
В браке Александра Тимофеевича и Юлии Павловны было рождено 7 детей: Евгения (по мужу фон Клаус, 1869-30.10.1930), Надежда (по мужу Лебединцева, 1864-25.11.1932), София (по мужу Пигулевская, 1870—1953), Любовь (по мужу Добровлянская, 1868-?), Мария (по мужу Богацкая, 1855-15.02.1921), Вера (по мужу Овчинникова, 1858-10.08.1922), и сын Валентин.

Александр Тимофеевич Тернавцев (отец)

Юлия Павловна Перозио (мать)

Арцимович Мария Адамовна (жена) с отцом Адамом Антоновичем

## Учёба
Валентин Александрович учился в Харьковском университете с 1884 по 1890 год, прошёл 2 курса физико-математического, и полный курс юридического факультета, закончив его с отличием. Был оставлен при юридическом факультете для подготовки к профессуре. Проходившие в те годы студенческие волнения его не затронули.
11 сентября 1892 года женился на Марии Адамовне Арцимович (02.12.1872-17.08.1942), дочери бывшего самарского губернатора Адама Антоновича Арцимовича, в те годы занимавшего должность попечителя Одесского учебного округа. У них родилось пятеро детей: Адам (02.11.1893—26.12.1916), Александр (25.10.1897—16.04.1940), Валентин (05.04.1900—11.09.1920), Мария (Муся) (25.07.1904—18.06.1948), Ирина (30.04.1906—1993).
Несмотря на праздный образ жизни и недавнюю женитьбу, Валентин Александрович впал в депрессию, выход из которой он нашёл в молитве и чтении Писания. В 1894 году он оставил университет и переехал в Санкт-Петербург, где поступил вольнослушателем в Санкт-Петербургскую духовную академию. В столице он стал вхож в высшие круги Православной церкви, одно время исполнял обязанности секретаря при митрополите Антонии (Вадковском); сошёлся с Мережковским, Зинаидой Гиппиус, Андреем Белым, Александром Блоком, В. В. Розановым, философом Бердяевым, художником Бакстом и др. Считался убежденным хилиастом.

## Религиозно-философские собрания
В конце XIX века написал реферат «Церковь и Интеллигенция», в котором он выразил горечь по поводу глубокого разрыва между богоищущей интеллигенцией и живущей в своём мире церковью. Это сочинение широко ходило «по рукам» и вызвало большой резонанс в обществе. Родилась идея организовать встречу церкви и интеллигенции, где можно было бы вести свободный диалог. В итоге, В. А. Тернавцев, Д. С. Мережковский, В. В. Розанов, Д. В. Философов и В. С. Миролюбов отправились 8 октября 1901 года к Обер-прокурору Святейшего Синода К. П. Победоносцеву хлопотать об открытии Религиозно-философских собраний. Разрешение К. П. Победоносцевым было дано, и, узнав об этом, митрополит Петербургский Антоний дал на них своё благословение.
Чести открытия Религиозно-философских собраний был удостоен В. А. Тернавцев, который выступил с программным докладом «Русская церковь перед великою задачей» 29 ноября 1901 года. Собрания имели явный успех, и Тернавцева пригласили на службу в Святейший Синод. Он был принят вне штата на должность младшего секретаря II отделения канцелярии с 29 апреля 1902 года; в штат был введён 13 ноября 1902 года.
В ноябре 1902 года он познакомился с Верой Фёдоровной Торгуд (14.04.1874—26.08.1939), ставшей впоследствии его женой. Тогда же начал выходить журнал «Новый путь», где публиковались «Записки Религиозно-философских собраний», среди них 4 доклада Тернавцева.

## Служба в Синоде
С 3 февраля 1906 года Тернавцев был причислен к канцелярии обер-прокурора Синода с обязанностями чиновника по особым поручениям по отделу образования. Тернавцеву была поручена разработка новых учебников для начальных классов церковно-приходских школ. В 1906 году в типографии Синода были изданы два написанных Тернавцевым учебника «Наша школа»: Букварь и Книга для чтения второго года обучения, которые переиздавались ежегодно вплоть во Революции. Награждён Орденом Святого Станислава 3-й степени, а затем (06.05.1910 г.) Орденом Святой Анны 3-й степени. В 1910 году Тернавцев начинает переработку своих учебников для народного образования, к этой работе он привлекает Александра Блока, Корнея Чуковского, Александра Ельчанинова. Эти учебники были изданы в 1912 году в типографии И. Д. Сытина под названием «Наука слова». Затем Тернавцев начинает писать сразу пять учебников: Естественная история, Русская история, Астрономия, География, Физика, изданию которых помешала Революция.
01.08.1911 г. получает должность Чиновника особых поручений при Обер-Прокуроре Синода.
06.05.1913 г. получает чин Коллежского советника.
07.12.1915 г. назначен Управляющим Петроградской Синодальной типографии.
06.05.1916 г. получает чин Статского советника.
Как общественный деятель Тернавцев интересуется различными общественными организациями, которые могли способствовать распространению Православия. Принимает активное участие в движении за реформирование Русской православной церкви, в том числе участвует в написании «Записки 32-х священников» (1905 год), занимается подготовкой Собора (1906 год). Являлся одним учредителей ПРФО (1907 год). 19.03.1908 г. прочитал реферат «Империя и христианство» на заседании ПРФО. 07.12.1910 г. прочитал реферат «Церковь и Римская империя» на заседании «Соловьёвского общества».
В июле 1909 года участвует в парусных гонках в Петербурге, где завоёвывает сначала 3-й приз, а затем Императорский приз.

## Жизнь после Революции

Валентен Александрович Тернавцев в 1939 г.

19 марта 1917 года Тернавцев был арестован и заключен в Петропавловскую крепость, откуда был выпущен через несколько дней. Тернавцев уезжает с семьёй в Крым. Там он приступает к работе над основным трудом своей жизни «Толкование на Апокалипсис святого Иоанна Богослова», над которым работал до самой смерти. В 1919 году участвует в организации Ялтинского религиозно-философского общества совместно с протоиереем Сергием Щукиным, о. Сергеем Булгаковым, Г. В. Вернадским и пр. Из-за голода 1922 года вынужден переехать в Москву, где поселился у своего друга М. А. Новосёлова. 12.11.1923 г. выслан в административную ссылку в Тобольск, оттуда 28.05.1925 г. — в Сургут. Вернулся из ссылки в 1926 году и поселился в Серпухове, где скудно и впроголодь жил преподаванием и частными уроками. Все свои силы посвящает своему главному труду, неопубликованному и насчитывающему почти 2000 архивных листов — «Толкование на Апокалипсис святого Иоанна Богослова».
Умер от стенокардии. Похоронен на Занарском кладбище г. Серпухов.

## Дети
- сын Адам убит на Германском фронте под Ригой 26 декабря 1916 года.
- сын Валентин сражался на стороне белых, убит под Каховкой 11 сентября 1920 года.
- сын Александр в 30-е годы два раза был арестован и ссылался.
- дочь Мария была замужем за художником, карикатуристом и иллюстратором Малаховским Брониславом Брониславовичем, сыном известного инженера Б. С. Малаховского. Муж был арестован и расстрелян в 1937 году. Мария была сослана в Казахстан в сентябре 1937 года. Умерла в Бутырской тюрьме в 18 июня 1948 года.
- дочь Ирина недолгое время (развод в 1931) была замужем за профессором ЛГУ Павлом Павловичем Щёголевым (1903—1936), сыном знаменитого пушкиниста; позднее вторым браком Ирина вышла замуж за живописца и скульптора Натана Альтмана. После смерти сестры Марии усыновила её детей Екатерину и Дмитрия.